# Rugby ATL
Ne doit pas être confondu avec Rugby Football Club Los Angeles.
Maillots
Le Rugby ATL était une franchise américaine de rugby à XV basée à Atlanta. Créée en 2018, elle a évolué en Major League Rugby jusqu'en 2023, avant de servir de base pour une nouvelle franchise basée à Los Angeles.

## Historique
Afin de développer son implantation sur la moitié Est des États-Unis, la Major League Rugby officialise le 21 septembre 2018 l'arrivée de deux nouvelles franchises basées à Atlanta et Boston à compter de la saison 2020, en plus de l'intégration de celle de New York dès 2019,.
Le projet est porté par Marcus Calloway, un juriste local philanthrope, passionné de sports et particulièrement de rugby. L'appellation Rugby ATL est officialisée le 26 février 2019. Son président d'alors, Bob Taylor, dirige par ailleurs le club treiziste des Atlanta Rhinos.
Pour cette première saison, le club évolue au Lupo Family Field de l'université Life. En adoptant le surnom de Rattlers, soit les serpents à sonnette, le club va familièrement appeler son stade the snake pit, le nid de serpent en français.
En décembre 2021, le fondateur du club Marcus Calloway décède et aucun de ses héritiers ne souhaite reprendre le flambeau du rugby professionnel. En 2022, le club est donc vendu au consortium Global Rugby Ventures qui prend le statut de « propriétaire provisoire » en attendant que des acheteurs crédibles se manifestent. Les dirigeants placent Amanda Windsor-White à la tête du club. L'équipe déménage au Silverbacks Park. En désaccord avec la nouvelle équipe dirigeante, l'entraineur et manager général Scott Lawrence (en place depuis la création de la franchise) démissionne. Le Néo-Zélandais Steve Brett est nommé entraineur.
La première saison de ce Rugby ATL nouvelle mouture est bonne et se conclut avec une qualification pour la phase finale et des affluences à la hausse. Cependant la saison 2023 marquera une régression à tous points de vue : changement d'identité visuelle impopulaire, abandon du surnom Rattlers qui était pourtant une idée des supporters, affluences en chute libre, résultats et jeu médiocres. Une anecdote illustre les maladresses de l'équipe dirigeante : le stade avait été décoré d'une fresque peinte par le joueur emblématique Chance Wenglewski. Les dirigeants l'ont faite recouvrir, au grand dam des supporters. Pour tous les observateurs, la gestion du club est désastreuse.
Au mois d'août 2023, Global Rugby Ventures annonce la vente du club à des investisseurs qui ne sont pas basés à Atlanta. Les instances de la ligue officialisent quelques jours plus tard la relocalisation de la franchise à Los Angeles. Sa nouvelle identité est officialisée le 21 décembre 2023 : le Rugby Football Club Los Angeles.

## Identité

### Nom
Le nom Rugby ATL fait simplement écho au nom de la ville d'Atlanta, les trois lettres ATL étant l'un des surnoms populaires de la ville, entre autres en référence à son aéroport international. La franchise prendra par la suite le surnom de Rattlers, dénomination qui sera abandonnée par les nouveaux propriétaires en 2023.

### Couleurs et maillots
Les couleurs inaugurales sont le noir, le rouge et le gris, reprenant l'identité visuelle déjà adoptée par d'autres équipes sportives professionnelles d'Atlanta.
En janvier 2023, les nouveaux propriétaires changent complètement l'identité visuelle de la franchise, adoptant la couleur verte et les nuances secondaires bleu et orange : le vert « tri-cités » en référence à la canopée d'Atlanta, le bleu électrique pour la ville, et le orange pêche en référence au fruit symbole de l'État de Géorgie.

### Logo
La nouvelle identité adoptée en 2023 inclut un nouveau logo suivant la nouvelle palette de couleur ainsi que la lettre A stylisée formant également les lettres L et T.

Évolution du logo
Logo de 2019 à 2021.
Logo de 2021 à 2022[note 2].
Logo instauré en 2023.

## Joueurs emblématiques

### Internationaux à XV
- Bautista Ezcurra
- Matt Heaton (en)
- Conor Keys (en)
- Harry Higgins (en)
- Alex Maughan (en)
- Chance Wenglewski

### Internationaux à sept
- Ryan Nell (en)

## Bilan par saison
| Saison | Classement | Conférence | Pts | MJ | V  | N | D  | PM  | PE  | Diff | B  | Phase finale                      |
| ------ | ---------- | ---------- | --- | -- | -- | - | -- | --- | --- | ---- | -- | --------------------------------- |
| 2020   | 5e         | Est        | 12  | 5  | 2  | 0 | 3  | 116 | 110 | + 6  | 4  | saison annulée                    |
| 2021   | 2e         | Est        | 57  | 16 | 11 | 0 | 5  | 420 | 321 | + 99 | 13 | Finale contre Los Angeles (17-31) |
| 2022   | 2e         | Est        | 57  | 16 | 11 | 0 | 5  | 468 | 340 | +128 | 11 | Barrage contre New York (19-26)   |
| 2023   | 5e         | Est        | 28  | 16 | 5  | 1 | 10 | 355 | 458 | - 73 | 6  | non qualifié                      |